# Phoenicoprocta schreiteri
Phoenicoprocta schreiteri är en fjärilsart som beskrevs av Jörgensen 1935. Phoenicoprocta schreiteri ingår i släktet Phoenicoprocta och familjen björnspinnare. Inga underarter finns listade i Catalogue of Life.